# 犬塚博英
犬塚 博英（いぬつか ひろひで）は日本の民族派運動家。八千矛社代表。民族革新会議顧問（元議長）。民族派の重鎮として知られる人物である。
1948年、福岡県生まれ。長崎大学に入学、民族派学生運動に従事し、椛島有三らと学館を取り戻す会を率いて全国反帝学生評議会連合と中核派の学生を学生会館から取り戻し公立大学初の学園正常化を成し遂げた。全国学協（全国学生自治体連絡協議会）書記長、民族派全学連結成準備会委員長を務めた。
1972年、鈴木邦男や阿部勉らと新右翼団体「一水会」を創設。代表的活動家であったが、1980年に脱退して八千矛社を結成。八千矛社は日本の主要右翼団体の一つとして知られる。

## 人物
安田浩一『ネットと愛国』のインタビューでは、在特会には批判的である。
『宗教問題』に「愛国教団「生長の家」の変質を問う」を連載。現在の生長の家には批判的である。